# Катав-Ивановский завод
Ката́в-Ива́новский чугуноплави́льный и железоде́лательный заво́д — металлургическое предприятие на Южном Урале, построенное на реке Катав компанией И. Б. Твердышева и И. С. Мясникова, по разным данным, в 1757—1759 годах. Один из старейших металлургических заводов Южного Урала, административный центр Катав-Ивановского горнозаводского округа.
С 1810 года до национализации в 1918 году принадлежал семье Белосельских-Белозерских. В 1994 году предприятие было приватизировано и преобразовано в акционерное общество «Литейно-механический завод».
Заводской посёлок дал начало городу Катав-Ивановск.

## История
Завод был основан И. Б. Твердышевым и И. С. Мясниковым в 40 верстах выше по течению от устья Катава на вотчинных землях башкир Трухменской волости Сибирской дороги. Указ Берг-коллегии с разрешением на строительство был издан 5 июня 1755 года. Доменная печь была запущена в эксплуатацию 5 декабря 1757 года, в этом же месяце начала функционировать молотовая фабрика. Катав-Ивановский завод стал первым заводом чёрной металлургии для Твердышева и Мясникова, строившими до этого на Южном Урале только медеплавильные заводы.
Первоначальный план заводовладельцев предполагал строительство одной доменной печи. После запуска завода в эксплуатацию выяснилось, что энергии воды достаточно для обеспечения работы двух печей, было начато строительство второй домны. Для расширения передельных мощностей в 1759 году Твердышев по согласованию с Оренбургской губернской канцелярией начал строить вспомогательный железоделательный завод на Юрюзани. В дальнейшем для расширения заводской дачи Твердышев и Мясников выкупили у башкир нескольких окрестных волостей Сибирской дороги дополнительные земельные угодья, сделки оформлялись с 1756 по 1770 год. Штат рабочих Катав-Ивановского завода в первые годы работы составлял 282 человек, большинство из которых были крепостными крестьянами, купленными заводовладельцами в центральных губерниях страны.
Со временем завод приобрёл чугуноплавильную специализацию, перерабатывая своими силами меньше трети выплавляемого чугуна. Остальной объём перерабатывался в железо на близлежащих Юрюзанском, Симском и Усть-Катавском заводах. В 1765 году на Катав-Ивановском заводе началось производство лужёной посуды. Готовая продукция раз в год весной отправлялась водным путём на ярмарки в центральной части страны.
В качестве сырья Катав-Ивановский завод использовал богатую железную руду принадлежавшего Твердышеву Бакальского месторождения с содержанием железа 55—58 %. Руда поставлялась с нескольких рудников: Верхнебуланского (45 вёрст от завода), Ивановского-Охренного (43 версты от завода), Успенского (40 вёрст от завода) и Михайловского (32 версты от завода). Существенные затраты на транспортировку руды с отдалённых рудников компенсировались высоким содержанием железа в ней. На добыче и перевозке руды были заняты около 150 рабочих. Белый известняк, использовавшийся в качестве флюса, добывали на месторождении в 3 верстах от завода.
В ноябре 1773 года в заводской посёлок вошёл башкирский повстанческий отряд, завод остановился и бездействовал два года, подвергаясь осадам и нападениям отрядов Салавата Юлаева. За это время погибли и пропали без вести около 200 человек. В период простоя заводское оборудование практически не пострадало, возобновив работу 21 ноября 1775 года. Численность рабочих в этот период составляла 1668 крепостных мастеровых и работных людей.
В 1830-х — 1840-х годах заводская дача имела площадь 166 тыс. десятин, в том числе 120 тыс. десятин лесных угодий. Завод эксплуатировал 7 рудников из 9, находившихся в его собственности. Содержание железа в руде колебалось от 62 до 65 %. В этот период заводской штат состоял из 2105 человек.
После отмены крепостного права и наводнения, разрушившего плотину и многие фабричные постройки 26 июня 1862 года, объёмы производства сократились на 60 %. Последствия кризиса завод преодолевал около 3 лет. В этот период общий штат Катав-Ивановского и Усть-Катавского заводов составлял около 2300 человек.
В 1868 году горный инженер А. А. Перетц обратился в Министерство финансов с ходатайством о предоставлении Катавским заводам эксклюзивного права на поставку рельсов из бессемеровской стали, ссылаясь на положительный опыт Австрии и Пруссии. Для организации производства владелец Катавских заводов К. Э. Белосельский-Белозерский просил гарантии сбыта рельсов от государства и субсидии, включающие беспошлинный ввоз импортного оборудования в страну. Первая попытка получить государственный заказ окончилась неудачей. Повторное обращение к министру государственных имуществ П. А. Валуеву в 1876 году было успешным. Положительная резолюция Валуева и справка Горного департамента, подтверждавшая техническую готовность Катав-Ивановского завода к освоению нового производства, способствовали заключению контракта между К. Э. Белосельским-Белозерским и Департаментом железных дорог на поставку 1 млн пудов стальных рельсов. Под залог Катав-Ивановского завода был получен аванс на приобретение оборудования в 463 тыс. рублей, в сентябре того же года дополнительно была получена ссуда в 500 тыс. рублей под залог Усть-Катавского завода.
В мае 1879 года в новом цехе Катав-Ивановского завода началось производство рельсов. В марте 1880 года Белосельский-Белозерский под залог всего Катавского округа получил ещё одну казённую ссуду в 2,5 млн рублей на 10 лет под 6 % годовых для проведения масштабной реконструкции завода. В 1887 году была согласована отсрочка погашения кредита на 6 лет, а в 1891 году — на 37 лет (до 1928 года) со снижением ставки до 5 % годовых. В итоге владелец не смог обслуживать кредит, заплатив в 1889 году штраф в размере 174 тыс. рублей, что привело заводы практически к банкротству. В начале 1890-х годов Белосельскому-Белозерскому удалось договориться с Нижегородско-Самарским земельным банком о выдаче двух кредитов в размере 2,55 млн рублей сроком на 51 год и 9 месяцев и 500 тыс. рублей на 20 лет и 7 месяцев под относительно невысокие проценты. Это позволило выправить финансовое положение и наладить стабильную работу завода в конце XIX века.
В 1870 году в заводском посёлке проживали 6099 человек в 1023 дворах. В 1883 и в 1898 годах посёлок существенно разрушался пожарами, в каждом случае было уничтожено более 500 домов.
В конце XIX века владельцы горнозаводского округа решили перевести завод на производство цемента, учитывая сложившуюся убыточность металлургического производства. Пудлинговое производство было свёрнуто в конце 1890-х годов. Средства на организацию нового производства цементного завода были получены за счёт масштабной вырубки леса на продажу, что вызвало дефицит древесины для производства угля. Это, в свою очередь, способствовало привлечению альтернативных видов топлива. Так, с 1890 года на заводе для кузнечных работ использовался каменный уголь, с 1893 года — нефтяные остатки в пудлинговых печах. В начале XX века в вагранках использовали кокс и антрацит, поставлявшиеся с месторождений Юга России.
До начала 1890-х годов готовая продукция завода отправлялась водным путём, бо́льшая часть продавалась на Нижегородской ярмарке. После запуска в 1893 году Самаро-Златоустовской железной дороги до станции Вязовая был проложен подъездной путь длиной в 35 вёрст, после чего металл стали отгружать железнодорожным транспортом.
Экономический кризис начала XX века, отсутствие финансирования и морально устаревшее заводское оборудование привели к сокращению рентабельности завода, начались задержки в выплате заработной платы. Предприятие поддерживало деятельность по большей части благодаря государственным субсидиям и репутации производителя качественных рельсов и железа. 20 февраля 1903 года личным указом Николая II, покровительствовавшего князю Белосельскому-Белозерскому, над заводом было введено опекунское управление. Новые ссуды позволили опекунам расплатиться с долгами и провести незначительную реорганизацию производства. Завод продолжал приносить убытки, достигшие в 1906—1907 годах 410 тыс. рублей ежегодно. К началу 1907 года общий долг заводовладельца достиг 7 млн рублей, включая наиболее крупные долги в 2,7 млн рублей Нижегородско-Самарскому банку и 3,5 млн рублей Государственному банку. В июле 1907 года опекунское управление объявило о предстоящем закрытии завода. 12 июля 1908 года после выплаты задолженности рабочим завод был остановлен.
В период консервации на заводе закрыли бессемеровский и прокатный цехи, демонтировали обе домны, произвели частичную электрификацию. В этот период велось строительство цементного цеха, для изготовления и монтажа оборудования которого в 1912 году возобновились работы в литейном, кузнечно-котельном и механическом цехах. 9 января 1914 года запустили в работу домны, в ноябре 1915 года — мартеновские печи.
Незадолго до национализации в начале 1918 года завод остановился из-за нехватки топлива. Производство чугуна и стали возобновилось в ноябре 1918 года. Но в мае 1919 года завод вновь остановился. В октябре 1920 года запустили одну доменную печь, в конце октября 1922 года — вторую. В этот период завод входил в структуру Южно-Уральского горнозаводского треста, численность заводских рабочих составляла более 1 тыс. человек. В 1925 году возобновилось мартеновское производство.
23 июля 1934 года металлургическое оборудование было остановлено, производство чугуна и стали прекратилось. После этого завод был перепрофилирован в литейно-механический, войдя в состав Магнитогорского металлургического комбината и выпуская оборудование для цементной промышленности.
В годы Великой Отечественной войны завод выполнял оборонные заказы. В 1947 году цементный завод выделился из состава металлургического в отдельную структуру.
В 1994 году предприятие прошло приватизацию и было преобразовано в акционерное общество «Литейно-механический завод».
Посёлок Катав-Ивановского завода дал начало городу Катав-Ивановск.

## Собственники
После смерти Твердышева и Мясникова между наследниками возникли имущественные споры. В результате в 1785 году Катав-Ивановский завод перешёл в собственность младшей дочери Мясникова Екатерины Ивановны, вдове статс-секретаря Екатерины II Г. В. Козицкого, умершего в 1775 году. В 1810 году завод в качестве приданного перешёл к А. Г. Козицкой, супруге князя А. М. Белосельского-Белозерского. В собственности этой семьи предприятие находилось вплоть до 1917 года. 7 ноября 1861 года после очередного раздела завод перешёл во владение К. Э. Белосельского-Белозерского.
В 1899 году завод был арендован на 60 лет бельгийским Южноуральским металлургическим обществом, основным акционером которого был тот же К. Э. Белосельский-Белозерский. В 1903 году заводовладелец разорвал отношения с арендатором. Из-за крупных долгов К. Э. Белосельского-Белозерского завод передали в опекунское управление, которое в декабре 1917 года продало завод в составе Катав-Юрюзанского горного округа Акционерному обществу Белорецких заводов за 11,9 млн рублей. В мае 1918 года Катав-Ивановский завод был национализирован.

## Оборудование и производительность
В первые годы существования на заводе работали 4 молотовых фабрики с восемью действующими и четырьмя запасными кричными молотами. В 1761 году была запущена фабрика по производству листового железа с одним молотом и двумя горнами, также были установлены плющильный стан и якорные горны. В 1762 году построили пятую молотовую фабрику с двумя действующими и одним запасным молотом. К 1770 году работали две домны, пять молотовых фабрик с 12 горнами и 15 молотами, стальная фабрика с одним горном, якорная фабрика с двумя горнами, фабрики по производству лужёной посуды и кос. В конце 1760-х — начале 1770-х годов деревянные заводские корпуса были перестроены в кирпичные. В 1771 году на заводе появилась шестая молотовая фабрика, общее количество молотов достигло 19. В этот период, по сведениям П. С. Палласа, посетившего завод в ходе своей экспедиции, заводская плотина с двумя вешняками и одним ларем имела длину в верхней части 283,3 м, в основании — 255,6 м, ширину — 32 и 49 м соответственно, высоту — 10 м.
В 1797 году помимо двух доменных печей на заводе действовали 14 кричных горнов, один якорный и 15 кричных молотов. Средний объём выплавки Катав-Ивановских доменных печей в 1758—1772 годах составлял 159,5 тыс. пудов чугуна в год, делая их самыми производительными в России.
К началу XIX века плотину реконструировали с увеличением длины до 319,5 м. В 1809 году, по данным П. Е. Томилова, на заводе работали две домны в одном каменном корпусе, первая с клинчатыми, вторая — с цилиндрическими деревянными мехами. Среднесуточная выплавка доменного цеха составляла 1500—1800 пудов. Две кричные каменные фабрики располагали суммарно 18 горнами и 16 молотами, снабжёнными клинчатыми деревянными мехами. Вспомогательные производства были представлены кирпичным сараем, пильной и мукомольной мельницей. В этот период в качестве топлива завод использовал древесину, которую закупал у местных башкир. Уголь выжигался в куренях, расположенных в 5—25 верстах от завода. В 1817 году помимо доменного и кричного производств на заводе функционировали якорная, меховая и слесарная фабрики, плющильный стан и две кузницы. В 1840 году завод дополнительно к основной продукции выпускал топоры, лопаты, скобы, кайлы, багры и подковы.
В начале 1840-х годов высота доменных печей составляла 12,1 м, ширина в распаре — 3,6 м. Воздушное дутьё обеспечивалось четырёхцилиндровой воздуходувкой с приводом от водяного колеса. В 1841—1842 годах домны перестроили с увеличением высоты до 14,9 м и ростом производительности до 700 пудов чугуна в сутки. В этот период мощности по производству железа были сосредоточены в двух молотовых фабриках, вмещавших суммарно 10 кричных горнов и 15 молотов. В 1843 году на заводе установили четыре пудлинговые и две сварочные печи с дровяным отоплением, два молота для обжимки болванок и два прокатных стана. Также на заводе функционировали две вагранки для литья чугуна и четыре сталетомительные печи. В 1859 году была запущена в эксплуатацию третья доменная печь. К началу 1860-х годов в составе завода действовали 12 кричных молотов, 10 пудлинговых печей, в том числе пять на газовом отоплении. В этот период была смонтирована отражательная печь, а также три паровые машины общей мощностью в 112 л. с. и паровой молот усилием в 1,5 т.
В конце 1870-х на заводе была построена бессемеровская фабрика на два конвертера ёмкостью в 300 пудов, каждый из которых снабдили воздуходувкой мощностью в 200 л. с.. Бессемеровская фабрика Катав-Ивановского завода стала второй среди запущенных на Урале (после Нижнесалдинской) и третьей в России. На заводе применялся метод прямого бессемерования с подачей чугун в конвертер непосредственно из домен, предложенный горным инженером В. К. Мирецким. Благодаря использованию хромистого железняка из близлежащих месторождений, чугун Катав-Ивановского завода получался природно-легированным, что благоприятно сказывалось на качестве производимой стали.
Также к концу 1870-х годов был построен новый цех, вмещавший закупленные в Бельгии рельсопрокатный, рельсоотделочный, рельсообрезной, и сварочно-прокатный станы. Производство рельсов началось в мае 1879 года. В 1880-е годы бессемеровское производство завода было наиболее крупным по сравнению с остальными российскими предприятиями, применявшими бессемерование. В этот период основной специализацией завода стало производство рельсов. Оборудование модернизировалось и обновлялось: домны перестроили и перевели на горячее дутьё, обеспечивавшееся тремя воздухонагревателями системы Купер-Витвель. Также были построены рудообжигательные печи, отапливаемые доменным газом, и проложены переносные узкоколейные пути для перевозки материалов. Кричное производство прекратилось, сталетомительные печи были демонтированы. Объёмы производства рельсов постоянно росли. В 1879 году завод произвёл 500,9 тыс. пудов рельсов, в 1884 году — 649,5 тыс. пудов, в 1890 году — 674,1 тыс. пудов, в 1895 году — 1034,9 тыс. пудов.
В 1883 году в доменном цехе завода работали три домны на горячем дутье с воздуходувкой и тремя воздухонагревателями Каупера, обеспечивавшими подачу горячего дутья с температурой около 350  °C. Каждая доменная печь имела среднесуточную производительность в 3,5 тыс. пудов чугуна. Чугун из домен напрямую подавался в конвертерный цех с помощью двух элеваторов и одного подъёмника. Помимо двух конвертеров функционировали шесть пудлинговых и десять сварочных печей, два паровых молота усилием в 3,5 т, четыре прокатных стана, вагранка, отражательная и рудообжигательная печи, а также несколько кузнечных горнов. Энергетическое хозяйство состояло из четырёх водяных колёс общей мощностью в 560 л. с., турбины в 350 л. с. и семи паровых машин общей мощностью в 996 л. с. Рельсопрокатный стан был снабжён приводом от паровой машины мощностью в 500 л. с., мелко- и крупносортный станы приводились в действие паровой машиной в 250 л. с. и турбиной Жирарда. В 1886 году была построена и запущена четвёртая домна. 20 мая 1893 года была запущена мартеновская печь с садкой 10—12 т, построенная горным инженером Н. Р. Тонковым. В 1897 году высота доменных печей была увеличена на 3,1 м — до 14 м, полезный объём увеличился до 2500 кубических футов. В 1900 году доменную печь № 4 реконструировали с увеличением количества фурм до пяти, мартеновская печь подверглась реконструкции с увеличением садки до 15 т.
К моменту закрытия в 1908 году на заводе функционировали четыре домны с тремя воздунагревателями и двумя воздуходувками, две сварочные печи, два прокатных стана, два бессемеровских конвертера, одна мартеновская печь, две вагранки, 32 кузнечных и якорных горна. Потенциальная производственная мощность завода составляла более 1 млн пудов бессемеровской болванки, 940 тыс. пудов рельсов, 28 тыс. пудов железа разных сортов. Литейные мощности достигали 4,3 тыс. пудов чугуна в сутки.
В 1915—1916 годах в составе завода действовали две домны объёмом в 217,6 м³ и 100 м³ с суммарной средней производительностью в 7,7 тыс. пудов чугуна. Энергетическое хозяйство включало в себя три воздуходувки и три паровых машины общей мощностью в 824 л. с. В кузнечном цехе работал паровой молот и 16 горнов, в литейном цехе — две вагранки суммарной производительностью в 80 пудов в час. Вспомогательное производство было представлено механическим, столярно-модельным и лесопильным цехами. В 1915 году было произведено 182,1 тыс. пудов мартеновской болванки, в 1916 году — 553 тыс. пудов, в 1917 году — 560 тыс. пудов.
В 1923 году на заводе оставались в работе две домны, мартен и две вагранки. Энергетическое хозяйство составляли три паровых машины, одна паровая и четыре водяных турбины, а также одно водяное колесо суммарной мощностью 2365 л. с.. Завод производил чугун, чугунное литьё, котельные и механические изделия. Средняя производительность доменных печей к середине 1920-х годов составляла 850 тыс. пудов чугуна в год, в дальнейшем она возросла до 1,1 млн пуд, производительность мартена составляла до 15 т болванки в год.
В 1933/1934 отчётном году, ставшему последним периодом работы доменного цеха, завод выплавил 19,1 тыс. т чугуна.